# Sophie Volland
Pour les articles homonymes, voir Volland.
Louise Henriette Volland, dite Sophie Volland, née le 27 novembre 1716 à Paris, où elle est décédée le 22 février 1784, est une épistolière française dont aucune lettre n’a été conservée.

## Biographie
Sophie Volland est la fille de Jean Robert Volland (c. 1689-1753) et de Françoise Élisabeth Brunel de La Carlière (morte en 1772). Elle a un frère aîné, Jean Nicolas, et deux sœurs, Marie Jeanne Élisabeth (1715-ap. 1786), qui épousera Pierre Vallet de Sallignac, et Marie Charlotte (1730-1768), qui épousera Jean-Gabriel Legendre. Elle a plusieurs neveux et nièces, dont Nicolas-Thérèse Vallet de Salignac et Mélanie de Salignac.
Sophie Volland s’appelait en réalité Louise-Henriette, mais en mesurant rapidement ses dons, Diderot, admiratif et amoureux, lui donna le prénom de « Sophie » soit, en grec, « sagesse ». C'est au printemps 1755 qu'âgée de 39 ans elle rencontra le philosophe, de trois ans son ainé. Elle fut l’amie, la maîtresse et la correspondante privilégiée de Denis Diderot de 1755 à 1769 qui, précise André Babelon, « aimait sa personne et estimait son esprit comme son jugement. »

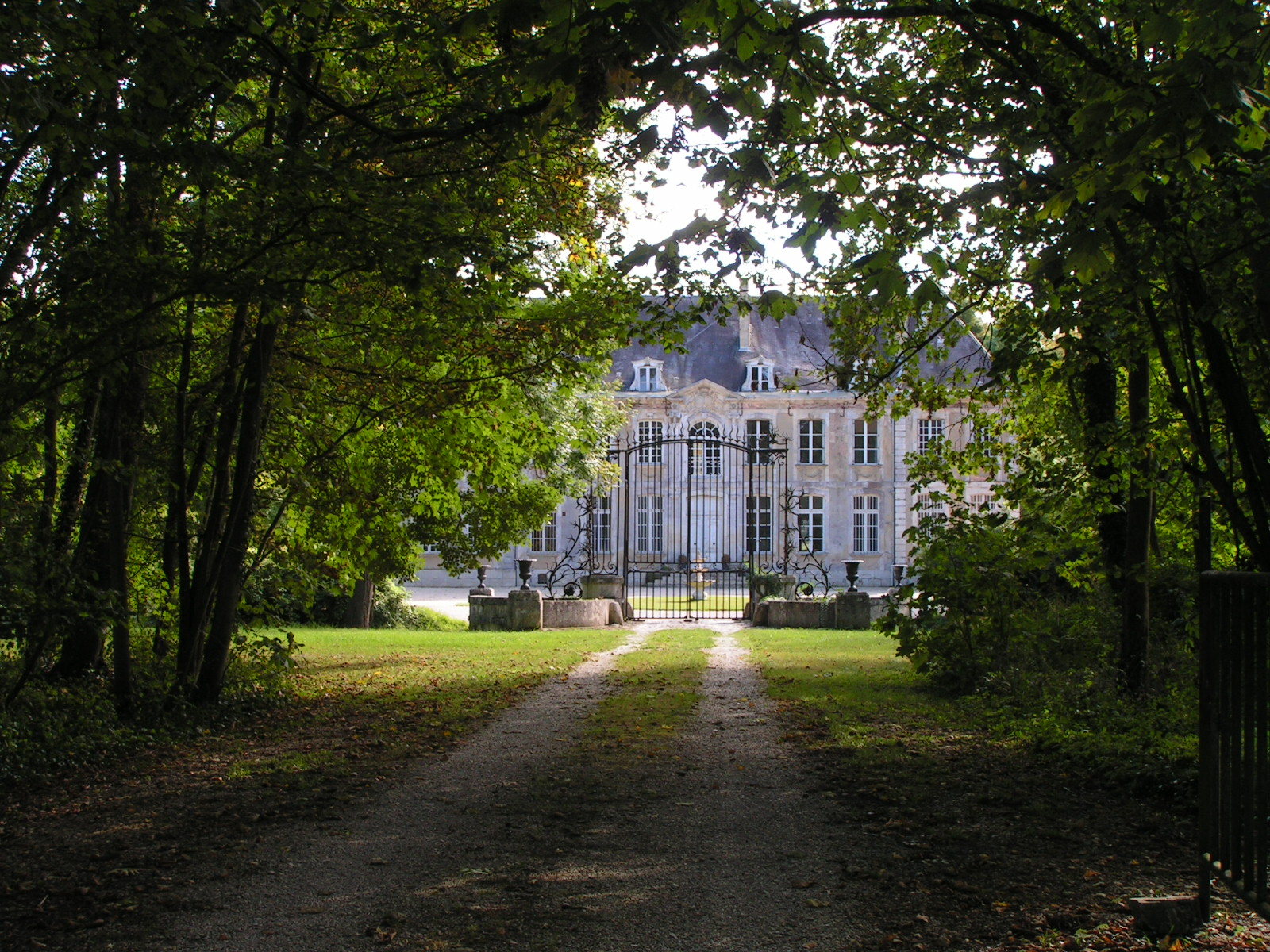
Le château d'Isle.

Sophie était cultivée ainsi que bien et régulièrement informée par Diderot sur les évènements, les artistes et auteurs de son époque. Elle était pour le philosophe une confidente à laquelle il pouvait parler en détail de son travail, de ses rencontres et aussi des inquiétudes de sa vie privée ; par la confiance qui les liait, il pouvait aussi éventuellement lui demander conseil, voire consolation. Célibataire, elle avait une relation difficile avec une mère très égoïste qu'elle devait suivre à peu près six mois par an à Isle, alors qu’elle aurait préféré vivre à Paris. D'où des séparations régulières et douloureuses. Les très nombreuses lettres de Diderot à Sophie donnent des indications sur sa vie, ses informations et ses réflexions sur la vie politique, artistique (ses critiques d'art) et intellectuelle de son temps. Elles sont considérées comme une partie importante de son œuvre. On en connaît seulement 187 sur un total de 553 ; toutes étaient numérotées pour vérifier qu'elles avaient bien été reçues, malgré les aléas des circuits mis au point par eux.
Les lettres de Sophie n’ont pas été retrouvées. Aucun portrait de Sophie n’est parvenu jusqu’à nous alors que Diderot en possédait deux, dont un peint par Anne Vallayer-Coster, qu’il avait fait enchâsser dans la reliure d’un volume du poète latin Horace. Les seuls détails concrets que l’on connaisse de Sophie sont qu’elle portait lunettes, qu’elle était de constitution fragile, avait « la menotte sèche » mais était douée d’un esprit solide, occupé de science et de philosophie, ce qui comblait l’amant d’admiration. Diderot ne lui a survécu que cinq mois.

## Éditions modernes
- Lettres à Sophie Volland 1759-1774  (texte présenté et annoté par Marc Buffat (Paris-7 Diderot) et Odile Richard-Pauchet (Université de Limoges)), Paris, Éd. Non Lieu, coll. « Lettres ouvertes », 2010, 713 p. (ISBN 978-2-35270-078-4)
- Lettres à Sophie Volland  (choix et préface de Jean Varloot), Paris, Gallimard, coll. « Folio », 1984 (ISBN 978-2-07-037547-9) (sélection de lettres)

## Hommages
- L'astéroïde (11056) Volland découvert en 1991, fut nommé en son hommage[4]